# Джонс, Хелен
Хелен Айлин Джонс  (-Кэ́рролл) (англ. Helen Eileen Johns  (-Carroll), 25 сентября 1914, Ист Бостон, штат Массачусетс, США — 23 июля 2014, Самтер, штат Южная Каролина, США) — американская пловчиха, чемпионка летних Олимпийских игр в Лондоне (1932).

## Биография
Родившись в Восточном Бостоне, выросла в соседнем Медфорде, штат Массачусетс. Выступала за Бостонскую ассоциацию плавания и в 1932 г. победила на юниорском любительском чемпионате Соединённых Штатов.
На летних Олимпийских играх в Лос-Анджелесе (1932) в возрасте 17 лет она выиграла золотую медаль в женской эстафете 4 × 100 метров вольным стилем — сборная США установила новый мировой рекорд (4:38,0), опередив представительниц Нидерландов и Великобритании. В индивидуальные соревнования не отобралась.
В 1936 г. Джонс окончила Пемброк-колледже, колледж бывшего женского университета Брауна, со степенью бакалавра в области психологии и экономики. Позже она получила степень магистра в области специального образования. В дополнение к работе тренера по плаванию, она с 1957 г. до ухода на пенсию в 1980 г. работала учителем специального образования в Самтере, штат Южная Каролина.
В 1996 г. участвовала в эстафете Олимпийского огня во время проведения Олимпийских игр в Атланте (1996). В 2004 г. была введена а Зал наследия и славы Род-Айленда.